# Întâlnirea Ferdinand-Czernin de la Răcăciuni (1918)
| Participanții la întâlnirea din 14/27 februarie 1918 | Participanții la întâlnirea din 14/27 februarie 1918 |
| ---------------------------------------------------- | ---------------------------------------------------- |
| Ferdinand I                                          | Ottokar Czernin                                      |
|                                                      |                                                      |
| Regele României                                      | Ministrul de externe al Imperiului Austro-Ungar      |
| Gara Răcăciuni, 1917                                 |                                                      |

Întâlnirea dintre regele Ferdinand și contele Ottokar Czernin, ministrul de externe al Imperiului Austro-Ungar, a avut loc la 14/27 februarie 1918, în gara Răcăciuni, înt-unul din vagoanele trenului regal român. Întâlnirea a avut ca scop transmiterea unei propuneri a împăratului Carol I al Austriei ca România să înceapă negocieri de pace cu Puterile Centrale, garantându-i-se în schimb menținerea dinastiei și obținerea unor condiții mai favorabile, sub presiunea unui ultimatum de 48 de ore.
Întrevederea a fost una tête-à-tête cu o durată de circa douăzeci de minute, conținutul ei fiind cunoscut din relatările celor doi participanți, care concordă în privința aspectelor esențiale ale convorbirilor.
În urma discuției, regele, după consultări cu oamenii politici apropiați (Ion I. C. Brătianu și Barbu Știrbey), să accepte inițierea negocierea de pace prin intermediul unui guvern filo-central, condus de Alexandru Marghiloman, încercând totodată și o tergiversare în scopul câștigării de timp, prin numirea inițială a unui guvern condus de generalul Alexandru Averescu.

## Contextul
Evoluția evenimentelor internaționale din perioada ianuarie-martie 1918 a fost una defavorabilă pentru statul român. La 28 ianuarie/9 februarie 1918 a intrat în vigoare tratatul de pace dintre Puterile Centrale și Ucraina. La 18 februarie/3 martie 1918 a fost semnat tratatul de pace dintre Republica Sovietică Federativă Rusă pe de o parte și Germania, Austro-Ungaria, Bulgaria și Imperiul Otoman, pe de altă parte. În acest context, România s-a găsit complet încercuită de Puterile Centrale. :p. 673
La 27 ianuarie/9 februarie, guvernul Brătianu a demisionat fiind înlocuit cu guvernul condus de Alexandru Averescu. La 10/23 februarie miniștrii de externe ai Imperiului German - Richard von Kühlmann și Imperiului Austro-Ungar – Ottokar Czernin au sosit la București în vederea începerii tratativelor de pace.:p. 369:p. 670
Decise să-și valorifice avantajele politico-strategice în Europa de Est, Puterile Centrale au hotărît să scoată România definitiv din luptă. La 23 ianuarie/5 februarie 1918, acestea au trimis guvernului român o notă ultimativă, amenințând că vor relua acțiunile militare împotriva României, dacă nu se vor iniția imediat negocieri diplomatice în vederea încheierii păcii.:p. 371
„În aceste groaznice momente, cu frontul rusesc în descompunere, cu Troțki care pleca la Brest-Litovsk să încheie pacea separată, cu revoluția bolșevică în spate, cu armistițiul, cu atitudinea germanofililor noștri din București, cu trupele care erau în plină răzvrătire în toată Moldova, cu neînțelegeri în guvern, cu Averescu care zăngănea din sabie - din sabia suspectă a generalului politician - cu intrigile lui Berthelot și cu ieșirile lui Clemenceau, oricine și-ar fi închipuit că starea noastră sufletească, în acele zile trebuie să fi fost îngrozitoare. Un chin de nedescris și de nesuferit.”:p. 24
______ Ion G. Duca, Amintiri politice

## Preliminarii

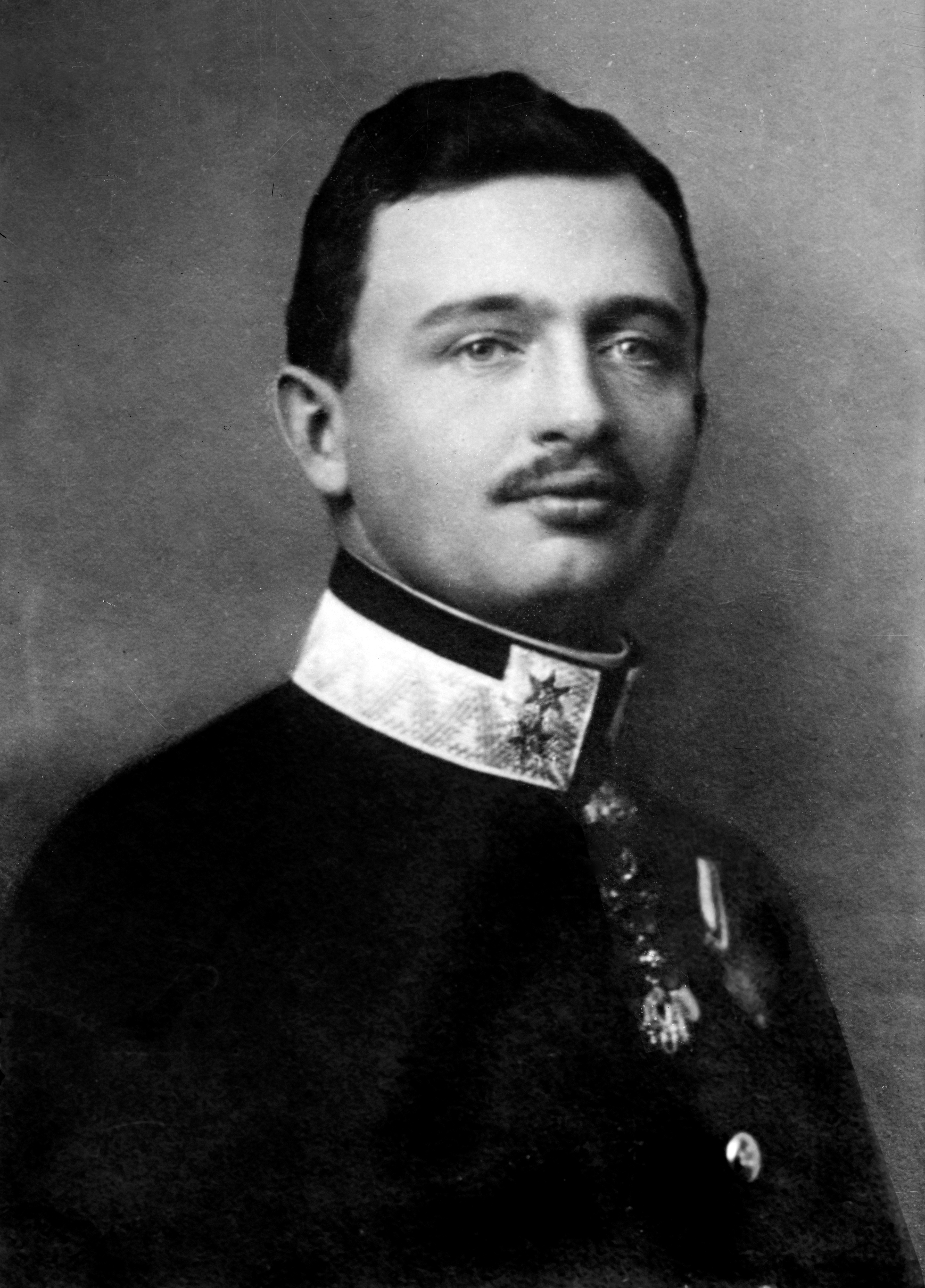
Împăratul Carol I

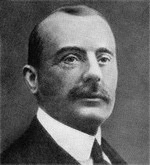
Alexandru Marghiloman

După încheierea păcii cu rușii, autoritățile politice austro-ungare s-au văzut supuse unei presiuni crescute din partea conducerii militare, pentru încheierea rapidă a unei păci cu România, care, în opinia lor, ar fi permis atât disponibilizarea unui număr mare de trupe pentru alte fronturi, cât și evitarea unui număr mare de victime în eventualitatea reluării ostilităților, chiar dacă în final România ar fi fost învinsă definitiv.:p. 22:p. 354 Încă din timpul tratativelor cu rușii de la Brest-Litovsk, ministrul de externe austro-ungar, contele Ottokar Czernin, i-a propus tânărului împărat Carol să trimmită un mesaj regelui Ferdinand I al României prin care să îi ceară inițierea negocierilor de pace, în schimbul promisiunii obținerii unor condiții favorabile și a menținerii dinastiei.:p. 354
Această inițiativă austro-ungară avea să provoace apariția unor disensiuni cu aliații germani, care prin intermediul ministrului de externe von Kulhman, i-au transmis lui Czernin dezacordul lor, precizând că ei consideră că „regele Ferdinand ar trebui să fie pedepsit pentru trădarea lui” și nu negociat cu el.:p. 355 Punând pe primul rând interesele proprii, conducătorii austro-ungari decid să ignore opoziția partenerului german și să meargă înainte conform planului propriu, punându-i pe germani în fața unui fapt împlinit. Czernin avea să îl informeze pe Kuhlman abia după începerea contactelor cu partea română, invocând faptul că fiecare aliat avea doar datoria de a-i informa pe ceilalți despre acțiunile sale și nu „obligația să cerem permisiunea Germaniei de a face un astfel de pas”.:p. 355
Pentru a pregăti opinia publică, Czernin s-a folosit de agenții de influență pe care îi avea la București, reprezentați în special de gruparea din jurul lui Alexandru Marghiloman. Acesta avea să acorde un interviu agenției germane de presă Trans Ocean, în care susținea punctul de vedere austriac, vorbind de necesitatea ca România să încheie cât mai curând o pace separată, subliniind că: „dacă condițiunile acestora ar face necesar ca Regele, care a declarat războiul să nu poată încheia pacea, nu mă îndoiesc că Regele va face gestul inevitabil”.:p. 21
Pentru a transmite mesajul către partea română, Czernin l-a ales ca emisar pe colonelul Maximilian Randa, care era cunoscut de autoritățile române, deoarece fusese atașat militar al Imperiului Austro-Ungar la București, până la intrarea României în război. În perioada 4/17-5/18 februarie 1918 acesta a executat o misiune secretă la Iași, unde s-a întâlnit cu unul din aghiotanții regelui Ferdinand, prin intermediul căruia a transmis o solicitare a împăratului Carol I al Austriei, ca România să înceapă negocieri de pace.:p. 452:p. 452:p. 60:p. 117